# FYRE：國王的豪華音樂節
《FYRE：國王的豪華音樂節》（英語：Fyre: The Greatest Party That Never Happened）是一部2019年的紀錄片，有關於Fyre媒體公司的CEO比利·麥法蘭德和他在2017年舉辦的一場失敗的Fyre音樂節。電影由克里斯·史密斯執導，於2019年1月18日在Netflix上映。
Fyre音樂節是一場由Fyre媒體公司的CEO比利·麥法蘭德和歌手賈魯舉辦的詐欺性質豪華音樂節，目的在於宣傳Fyre公司的應用程式Fyre，這款程式宣稱可以簡化與藝人接洽的繁雜手續，能輕鬆預約藝人或演出活動。音樂節定在2017年於巴哈馬大埃克蘇馬島舉行，但該活動面臨了維安、水電、飲食、醫療、住宿、藝人相關方面的多重問題，導致音樂節活動以失敗告終。該片中紀錄了這起音樂節的參與者、同時也是受害者對該活動的描述。
紀錄片由負責推廣並掩蓋其詐欺行為的宣傳公司Fuckjerry以及執導音樂節宣傳片的製作公司MATTE Projects共同製作，根據Netflix資料，紀錄片是克里斯·史密斯的提案。

## 評價
基於評論網站爛番茄上73則評論，該片獲得90%的好評，平均評分是7.54/10。評論網站 Metacritic依據26位評論者的評分，在滿分100分中給出75分的成績。
在比較了與該片有相同主題，並在Hulu上首映的紀錄片《詐欺Fyre》後，影音俱樂部指出《FYRE：國王的豪華音樂節》是更有價值的紀錄片，不過也指出單一的觀點無法描述事實的全貌。
根據Netflix在2019年4月的報告，在電影上映後第一個月內就有2000萬個家庭觀看過這部電影。

## 外部連結
- 互联网电影数据库（IMDb）上《FYRE：國王的豪華音樂節》的资料（英文）
- 在Netflix上觀看《FYRE：國王的豪華音樂節》